# Julie Kjær Larsen
Julie Kjær Larsen (født 17. april 1994 i Holstebro) er en dansk håndboldspiller, der tidligere har spillet for Ringkøbing Håndbold. Hun kom til klubben på en lejekontrakt fra starten af 2014 i anden halvdel af sæsonen 13/14. Hun har tidligere optrådt for Team Tvis Holstebro. I sæsonen 2015/2016 holder hun pause fra håndbolden.
Hun fik debut på det danske A-landshold d. 11. oktober 2014 til Golden League stævnet i Danmark i en kamp mod Brasilien. Hun har også flere U-landskampe på CV'et.

## Karriere
Hun startede som 6-årig.